# Zdeněk Řehoř

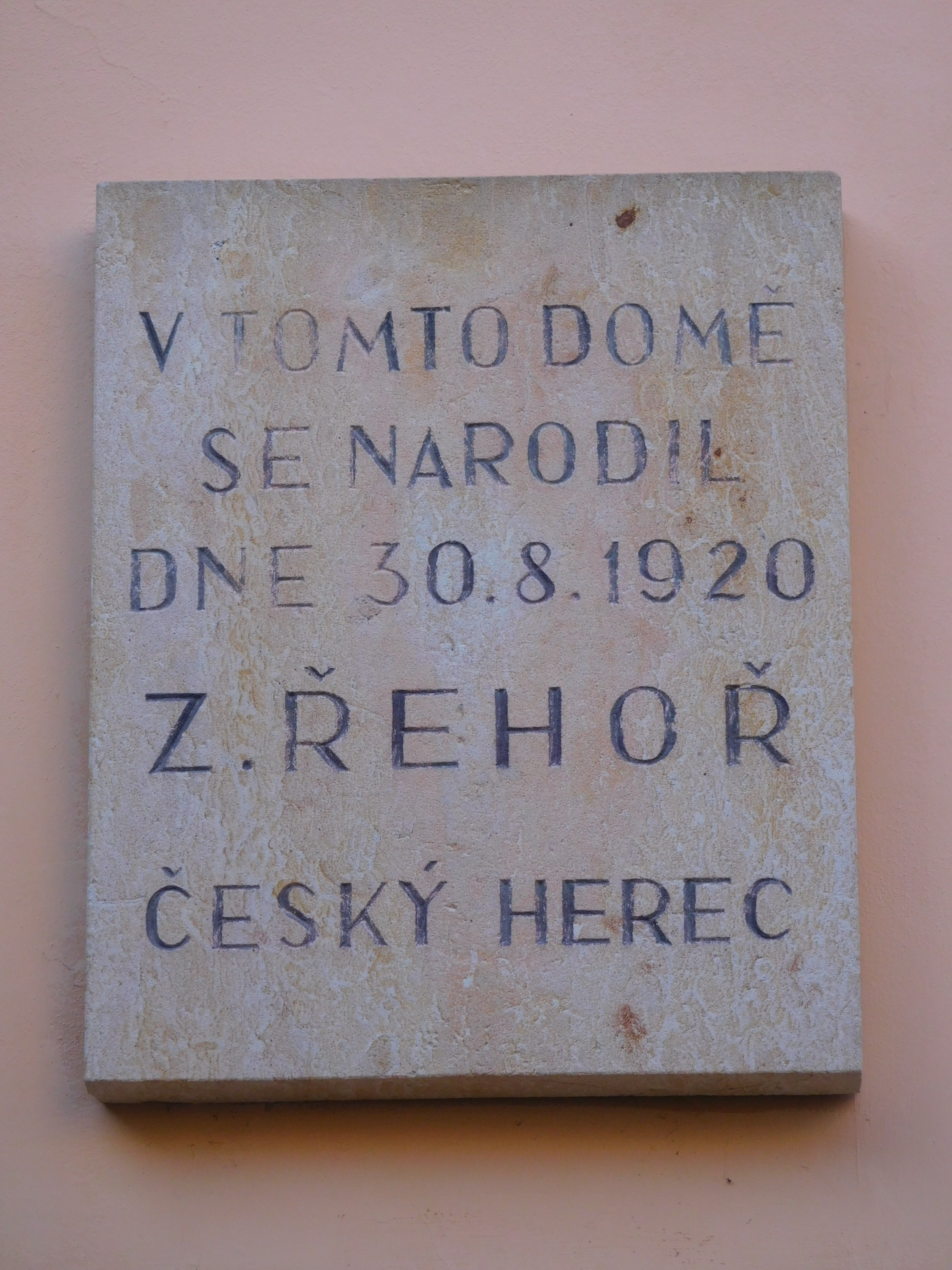
Pamětní deska Zdeňka Řehoře na rodném domě v Jičíně

Zdeněk Řehoř (30. srpna 1920 Jičín – 8. listopadu 1994 Praha) byl český herec.

## Život
Jeho soukromou profesorkou herecké výchovy byla Lola Skrbková, členka Burianova divadla D 34. Začínal za 2. světové války v pražském divadélku Větrník režiséra Josefa Šmídy. Kromě hraní zde byl v jednu dobu i administrativním vedoucím souboru. Vystupoval ve většině her divadla s výjimkou konce roku 1944 a části 1945, kdy pobýval s těžkou tuberkulózou v plicním sanatoriu v Kostelci nad Černými lesy. Měl chalupu v Kytlici č.p. 47 vedle dalších herců (Brodský, Horníček, Černocká).
Po likvidaci divadla Větrník v roce 1946 přešel do Burianova Déčka. Později byl členem Divadla na Vinohradech (1950–1994).
V roce 1982 mu byl udělen titul zasloužilý umělec a v roce 1993 Cena Senior Prix.
Byl dvakrát ženatý, poprvé s Věrou Krpálkovou a podruhé s Janou Semrádovou.

## Vybrané divadelní role
- 1941 J. Šmída: Portrét Antonína Dvořáka, Větrník, režie Josef Šmída
- 1941 Vlámská lidová hra: Lancelot a Alexandrina, Hajný, Větrník, režie Josef Šmída
- 1943 F. Němec, J. Šmída: Sentimentální romance, Justýn, Větrník, režie Josef Šmída
- 1944 Jiří Brdečka: Limonádový Joe, Čtenář morzakoru/Limonádový Joe, Větrník, režie Josef Šmída
- 1951 Cho-Ting-Dži a Ting-I: Dívka s bílými vlasy, voják 8. armády, Divadlo čs. armády
- 1952 Samed Vurgun: Východ slunce, Šaumjan, Divadlo čs. armády, režie Jan Škoda
- 1958 Ketty Fringsová, Thomas Wolfe: K domovu se dívej, anděle, role: Benjamin H. Gant, Vinohradské divadlo, režie Jan Strejček
- 1966 William Shakespeare: Troilus a Kressida, Thersites, Vinohradské divadlo, režie Stanislav Remunda
- 1966 M. J. Lermontov: Maškaráda, Zvjozdič, Vinohradské divadlo, režie V.Strnisko j. h.
- 1967 Karel Čapek: Matka, syn, Vinohradské divadlo, režie Luboš Pistorius
- 1972 Karel Čapek: Loupežník, Šefl, Vinohradské divadlo, režie František Štěpánek
- 1991 Pavel Kohout: Ubohý vrah, Profesor Drženbickij, Vinohradské divadlo, režie Luboš Pistorius j. h

## Vybrané divadelní režie
- 1944 pásmo Dům u šťastné náhody, Písek

## Filmová tvorba
Byl známým a režiséry vyhledávaným filmovým hercem. Pro svůj nevšední herecký styl hrál většinou plaché hrdiny. Hrál ve více než 60 filmech.

## Televizní tvorba
Zdeněk Řehoř měl mnoho televizních rolí. Jen namátkou: Tatínek a dědeček ve starším seriálu Taková normální rodinka, později hajný v populární řadě večerníčků Krkonošské pohádky.

## Film
- 1954 Botostroj
- 1966 Poklad byzantského kupce
- 1966 Slečny přijdou později
- 1967 Marketa Lazarová – role: Sovička, ošklivý rytíř
- 1968 Rakev ve snu viděti… – role: kriminalista Patras
- 1969 Obžalovaná
- 1969 Flirt se slečnou Stříbrnou – role: spisovatel Josef Kopanec
- 1970 Manon Lescaut
- 1970 Svatá hříšnice
- 1971 Vražda v hotelu Excelsior
- 1974 Vražda v ulici Lourcine (TV adaptace) – role: Lenglumé
- 1974 Jak utopit dr. Mráčka aneb Konec vodníků v Čechách
- 1975 Můj brácha má prima bráchu
- 1976 Rozdelení
- 1977 Čekání na déšť
- 1978 Hejkal
- 1981 Divoký koník Ryn
- 1981 Medailónek
- 1982 Kouzelné dobrodružství
- 1982 Plášť Marie Terezie
- 1985 Dovolená na úrovni
- 1985 O Rozárce a zakletém králi
- 1985 Pohlaď kočce uši
- 1987 Paví pírko
- 1988 Dobří holubi se vracejí
- 1990 Popel a hvězdy
- 1994 Misie

## Televize
- 1965 Muž, žena, Žoržík a klíč (TV inscenace) – role: Nikolaj Nikolajevič
- 1968 Sňatky z rozumu (TV seriál) – role: Vojta Náprstek
- 1968 Hořké pivo, sladký likér (TV zpracování dvou povídek Karla Copa) – role: Ing. Nebeský
- 1971 Exekuce (TV komedie) – role: exekutor Podrážka, soudní vykonavatel
- 1971 Úsměvy světa (TV cyklus) – role: Hannibal Plunket (3. díl: Mark Twain – 2. povídka: Hannibalův sňatek)
- 1971 Taková normální rodinka (TV seriál) – role: tatínek Oldřich Hanák
- 1971 F. L. Věk (TV seriál) – role: Laštovička
- 1971 Hostinec U koťátek (TV seriál) – role: František Voráček
- 1974 Břetislav a Jitka (TV film) – role: potulný mnich Hieronymus
- 1976 Posel dobrých zpráv (TV film) – role: strýc Karel Tůma
- 1978 Lázně (TV cyklus Bakaláři) – role: Jožko Trunčík
- 1979 Rovnice o jedné krásné neznámé... (TV hra) – role: otec Nedělka
- 1986 Grófinka (TV inscenace povídky) – role: rada Pulkár

## Rozhlas
- 1968 Moudrý zlatník, pohádka Boženy Němcové o zlatníku Radošovi a němé princezně Liběně. Hráli: Alfréd Strejček (zlatník), Růžena Merunková, Zdeněk Řehoř, Vladimír Hlavatý, Libuše Havelková, Karel Beníško, Karel Houska, František Kovářík, Jaroslava Pokorná, Světla Amortová, Jana Andresíková a Jaromír Spal, režie: Miloslav Disman.